# Общество любителей древней письменности
Общество любителей древней письменности (ОЛДП) — российское научное общество.

## История
Общество было создано по инициативе князя Павла Петровича Вяземского и графа Сергея Дмитриевича Шереметева. Устав Общества был утверждён 17 мая 1877 года Министерством народного просвещения. Среди учредителей были: Е. В. Барсов, П. И. Бартенев, В. О. Ключевский, Т. С. Морозов, К. Т. Солдатёнков, Н. С. Тихонравов.
Целью общества в первом пункте устава было заявлено: «Общество Любителей Древней Письменности имеет целью издавать славяно-русские рукописи, замечательные в литературном, научном, художественном или бытовом отношении, и перепечатывать книги, сделавшиеся библиографической редкостью, без исправлений». Чтобы сохранить древние рукописи от утраты и возбудить в русском обществе и в среде молодых ученых интерес к русской древней литературе, было предложено «воспроизводить рукописи механически, не вдаваясь пока ни в учебные исследования текста, ни в сличение рукописей».
Председателями общества были: П. П. Вяземский (1877—1888), С. Д. Шереметев (1888—1917), Д. Ф. Кобеко (1917); секретарём был И. В. Помяловский и Х. М. Лопарев (с 1891). В 1883 году по ходатайству Главного комитета Всероссийской промышленно-художественной выставки в Москве 1882 года общество получило название Императорского.
К 1914 году Общество насчитывало 180 человек; среди его членов были: А. П. Бахрушин, Н. П. Кондаков, Н. П. Лихачёв, Н. В. Покровский, Н. В. Султанов, А. А. Шахматов и другие.
Общество награждало премией им. А. М. Кожевникова: в 1902 году — П. К. Симони за работу о переплётном искусстве на Руси; в 1914 году — Д. И. Абрамович за издание неизвестных произведений монаха Каменчанина.
На заседаниях общества делались различные сообщения, в том числе по археологии и архитектуре; в числе докладчиков были И. В. Шляков, Н. В. Султанов и другие.
Общество сформировало библиотеку по истории письменности и искусства, а также большое собрание рукописей и старопечатных книг XII—XVIII веков, ныне находящуюся в Отделе рукописей РНБ.

### Издания Общества любителей древней письменности
Отчёты, рефераты и научные исследования членов общества печатались в периодическом издании «Памятники древней письменности» (вып. 1—190, 1878—1925).
Факсимилированные снимки с памятников древней письменности общество начало издавать в Санкт-Петербурге в 1877 году, — отдельными номерными книгами (вып. 1—136, 1877—1917). По содержанию они подразделялись на пять отделов: в состав первого входили рукописи Св. Писания, отдельные жития святых, пастырские поучения, слова и беседы и другие статьи духовного содержания; во втором отделе были старинные учебники — буквари, грамматики, цифирное искусство, теоретические статьи по разным наукам и художествам, а также трактаты по естествоведению, астрономии, медицине, музыке, военному искусству; третий отдел содержал рукописи географического содержания; четвёртый отдел состоял из исторических сочинений и переводов, летописей с лицевыми изображениями, хронографов; в пятом отделе размещались рукописи, произведения словесности (в том числе народной) — повести, легенды, сборники песен и басен, драматические произведения и другие. Наиболее важное из опубликованного: «Изборник Святослава», «Житие Николая Чудотворца», «Житие Димитрия Царевича», «Свод изображений из лицевых апокалипсисов». Все издания отличались необыкновенной роскошью и поэтому были очень дороги.
Прекратило своё существование в 1932 году.
В 2008 году при Научно-исследовательском отделе рукописей РГБ был организован благотворительный фонд содействия развитию культуры «Общество любителей древней письменности». Его учредителями стали Анатолий Борисович Яновский, Виктор Фёдорович Молчанов, Ян Валентинович Новиков, Константин Анатольевич Бабкин, Герман Львович Стерлигов, Борис Александрович Угринович. Главным попечителем стал Николай Петрович Токарев. Председателем правления был избран Г. Л. Стерлигов.